# Club Deportivo Elgoibar
El Club Deportivo Elgoibar és un club de futbol amb seu a Elgoibar, Guipúscoa, a la comunitat autònoma del País Basc. Fundat l'any 1917, juga a Tercera Divisió – Grup 4. El seu estadi és el Mintxeta amb una capacitat de 4.000 seients.

## Temporada a temporada
| Temporada | Categoria | Divisió  | Lloc | Copa del Rei |
| --------- | --------- | -------- | ---- | ------------ |
| 1929–54   | 4         | Regional | —    |              |
| 1954/55   | 3         | 3a       | 2n   |              |
| 1955/56   | 3         | 3a       | 1r   |              |
| 1956/57   | 3         | 3a       | 1r   |              |
| 1957/58   | 3         | 3a       | 10è  |              |
| 1958/59   | 3         | 3a       | 13è  |              |
| 1959/60   | 3         | 3a       | 5è   |              |
| 1960/61   | 3         | 3a       | 12è  |              |
| 1961/62   | 3         | 3a       | 17è  |              |
| 1962–67   | 4         | Regional | —    |              |
| 1967/68   | 3         | 3a       | 13è  |              |
| 1968–85   | 5         | Regional | —    |              |
| 1985/86   | 4         | 3a       | 18è  |              |
| 1986/87   | 5         | Regional | —    |              |
| 1987/88   | 5         | Regional | —    |              |
| 1988/89   | 5         | Regional | —    |              |
| 1989/90   | 4         | 3a       | 6è   |              |
| 1990/91   | 4         | 3a       | 2n   |              |
| 1991/92   | 4         | 3a       | 3r   |              |
| 1992/93   | 3         | 2a B     | 19è  |              |

| Temporada | Categoria | Divisió  | Lloc | Copa del Rei |
| --------- | --------- | -------- | ---- | ------------ |
| 1993/94   | 4         | 3a       | 5è   |              |
| 1994/95   | 4         | 3a       | 8è   |              |
| 1995/96   | 4         | 3a       | 4t   |              |
| 1996/97   | 4         | 3a       | 2n   |              |
| 1997/98   | 3         | 2a B     | 8è   |              |
| 1998/99   | 3         | 2a B     | 20è  |              |
| 1999/00   | 4         | 3a       | 18è  |              |
| 2000–04   | 5         | Regional | —    |              |
| 2004/05   | 4         | 3a       | 14è  |              |
| 2005/06   | 4         | 3a       | 11è  |              |
| 2006/07   | 4         | 3a       | 12è  |              |
| 2007/08   | 4         | 3a       | 12è  |              |
| 2008/09   | 4         | 3a       | 3r   |              |
| 2009/10   | 4         | 3a       | 4t   |              |
| 2010/11   | 4         | 3a       | 17è  |              |
| 2011/12   | 4         | 3a       | 12è  |              |
| 2012/13   | 4         | 3a       | 15è  |              |
| 2013/14   | 4         | 3a       | 18è  |              |

- 3 temporades a Segona Divisió B
- 28 temporades a Tercera Divisió

## Jugadors destacats
- José Araquistáin
- Juan Cruz Sol
- Joseba Etxeberria